# Борис Кочановски
Борис Ристев Кочановски е югославски партизанин и деец на комунистическата съпротива във Вардарска Македония.

## Биография
Роден е на 24 януари 1923 година в село Цапари. След окупацията на Югославия брат му е взет в българската армия и той не влиза по тази причина. На 11 септември 1944 година седма македонска ударна бригада минава през Цапари и той се включва в редиците ѝ. Убит е от мина на прохода Дервент между Битолско и Ресенско на 3 октомври 1944 година.